# Los invasores
Los invasores est une bande dessinée espagnole illustrée par Francisco Ibáñez, appartenant à la franchise Mortadel et Filémon, éditée en 1973 et 1974.

## Synopsis
Les extraterrestres, plus précisément l'Union des planètes cataleptiques de Camorrista (UPCC), veulent envahir la Terre. Mortadel et Filémon se mettront sous les ordres du Professeur Von Iatum du C.I.O. (Centro Interceptor de Ovnis) et devront mettre fin à l'invasion des extraterrestres.

## Inspirations
Le titre de la bande dessinée fait référence à la série télévisée Les Envahisseurs, qui mettait également en scène des extraterrestres malveillants. En page 2, dans le dessin 5, le détective Frank Cannon, de la série télévisée Cannon (1971), est caricaturé.